# كريس بويكمانز
كريس بويكمانز (بالفرنسية: Kris Boeckmans)‏ (و. 1987  م) هو راكب دراجة هوائية، من بلجيكا، شارك في طواف فرنسا، وسباق طواف فرنسا 2013، وسباق طواف فرنسا 2012.

## سباقات أو مراحل فاز بها
| التاريخ        | السباق                                              | المركز                                          |
| -------------- | --------------------------------------------------- | ----------------------------------------------- |
| 01 يناير 2009  | تريبتيك ديس مونتس إت شاتيوكس 2009                   | الفائز في التصنيف العام                         |
| 05 يوليو 2009  | 2009 European Road Cycling Championships Men U23 RR | الفائز في التصنيف العام                         |
| 30 أغسطس 2009  | شال سيلس 2009                                       | الفائز في التصنيف العام                         |
| 01 يناير 2010  | 2010 سباق نوكير كويرز                               | المركز الثاني                                   |
| 07 مارس 2010   | ثلاثة أيام فلاندرز الغربية 2010                     | المركز الثاني                                   |
| 03 أكتوبر 2011 | طواف مونستر 2011                                    | المركز الثالث                                   |
| 29 فبراير 2012 | لو سامين 2012                                       | المركز الثاني                                   |
| 11 مارس 2012   | باريس-نيس 2012                                      | العاشر في تصنيف أفضل شاب                        |
| 14 مارس 2012   | سباق نوكير كويرز 2012                               | المركز الثاني                                   |
| 27 فبراير 2013 | لو سامين 2013                                       | المركز الثاني                                   |
| 25 يونيو 2014  | هالي إنجويجم 2014                                   | المركز الثاني                                   |
| 08 فبراير 2015 | نجم بسجس 2015                                       | المركز الثالث                                   |
| 04 مارس 2015   | لو سامين 2015                                       | الفائز في التصنيف العام                         |
| 18 مارس 2015   | سباق نوكير كويرز 2015                               | الفائز في التصنيف العام                         |
| 17 مايو 2015   | Tour de Picardie 2015                               | الفائز في التصنيف العام                         |
| 24 مايو 2015   | موانئ العالم كلاسيكي 2015                           | الفائز في التصنيف العام، الفائز في ترتيب النقاط |
| 02 يونيو 2015  | 2015 Gullegem Koerse                                | الفائز في التصنيف العام                         |
| 24 يونيو 2015  | هالي إنجويجم 2015                                   | المركز الثاني                                   |

## روابط خارجية
- كريس بويكمانز على موقع الاتحاد الدولي للدراجات (الإنجليزية)
- كريس بويكمانز على موقع أرشيف الدراجات (الإنجليزية)
- كريس بويكمانز على موقع إحصائيات الدراجات الإحترافية (الإنجليزية)
- كريس بويكمانز على موقع نسبة الدراجات (الإنجليزية)
- كريس بويكمانز على موقع CycleBase (الإنجليزية)